# Krzysztof Konecki (duchowny)
Krzysztof Konecki (ur. 1 lipca 1950 w Goliszewie) – polski duchowny rzymskokatolicki, profesor nauk teologicznych, infułat-prepozyt kapituły katedralnej włocławskiej.

## Życiorys
Krzysztof Konecki urodził się 1 lipca 1950 w Goliszewie. Po ukończeniu szkoły średniej wstąpił do Wyższego Seminarium Duchownego we Włocławku, gdzie studiował w latach 1968-1974. 15 czerwca 1974 w bazylice katedralnej Wniebowzięcia Najświętszej Maryi Panny we Włocławku przyjął święcenia kapłańskie z rąk bpa Jana Zaręby. Jego pierwszą placówką duszpasterską była parafia Najświętszego Serca Pana Jezusa w Lubieniu Kujawskim, gdzie pełnił posługę wikariusza do 1977.
W latach 1975–1978 podjął studia specjalistyczne w Akademii Teologii Katolickiej w Warszawie. Następnie, w latach 1978-1983 kontynuował studia z zakresu teologii liturgii na papieskich uniwersytetach Anzelmianum i Urbanianum w Rzymie.
Po powrocie ze studiów doktoranckich rozpoczął pracę naukową. Od 1983 jest wykładowcą teologii liturgii w Wyższym Seminarium Duchownym we Włocławku. Ponadto, w latach 1983-1992 był prefektem studiów tej uczelni, a w latach 1992-1995 pełnił funkcję wicerektora. W latach 1999–2001 był adiunktem w Instytucie Studiów nad Rodziną Uniwersytetu Kardynała Stefana Wyszyńskiego w Warszawie. Od 1 września 2001 jest pracownikiem w Uniwersytecie Mikołaja Kopernika w Toruniu, gdzie pełni funkcję Kierownika Zakładu Teologii Liturgii na Wydziale Teologicznym.
W 1997 uzyskał stopień naukowy doktora habilitowanego w Akademii Teologii Katolickiej w Warszawie na podstawie rozprawy Konsekracja dziewic w odnowie liturgicznej Soboru Watykańskiego II. Tytuł profesora nauk teologicznych nadał mu Prezydent RP Bronisław Komorowski postanowieniem z dnia 23 grudnia 2010.
Pełni funkcję konsultora Komisji Episkopatu Polski ds. Kultu Bożego i Dyscypliny Sakramentów oraz w latach 1989-1994 był członkiem Komisji Episkopatu Polski ds. Liturgii i Duszpasterstwa Liturgicznego.
W latach 1983–2022 pełnił posługę ceremoniarza katedralnego we Włocławku. 25 stycznia 2008 otrzymał godność prałata domowego Jego Świątobliwości, a od 1 lipca 2012 jest prepozytem kapituły katedralnej włocławskiej. 14 czerwca 2014 biskup włocławski Wiesław Mering nadał mu tytuł infułata jako prepozytowi kapituły katedralnej.
Jest autorem wielu książek i kilkudziesięciu artykułów naukowych, popularnonaukowych i popularyzatorskich w polskich i zagranicznych czasopismach. Pełni funkcję redaktora naukowego czasopisma Teologia i Człowiek.